# 安娜異吻象鼻魚
安娜異吻象鼻魚，為輻鰭魚綱骨舌魚目象鼻魚科的其中一種。分布於非洲衣索比亞，為特有種，棲息於水底，具有發電器官，用來偵測獵物，體長可達25.5公分。